# إنتاج الدعاية للحرب العالمية الثانية لوالت ديزني
بين عامي 1941 و1945، خلال الحرب العالمية الثانية، شارك والت ديزني في إنتاج أفلام دعائية لحكومة الولايات المتحدة. أفادت الألفة الواسعة النطاق لإنتاجاتديزني حكومة الولايات المتحدة في إنتاج دعاية للحرب المؤيدة للولايات المتحدة في محاولة لزيادة الدعم للحرب.

## مشاركة ديزني
في الفترة التي أدت إلى الحرب العالمية الثانية، كانت استوديوهات والت ديزنيعلى وشك الإفلاس. في حين أن استوديوهات والت ديزني قد دخلت أوائل الأربعينيات بأرباح كبيرة من أفلام مثل سنو وايت التي شهدت إيرادات عالية، كان لدى والت ديزني ميل إلى استخدام جميع الأرباح من الأفلام التي تم إصدارها نحو إنتاج أفلام جديدة. في عام 1941، مع إصدار فانتازيا، أدت هذه السياسة إلى خسائر اقتصادية فادحة داخل الشركة. أنفق والت ديزني أربعة أضعاف ميزانيته المخطط لها على إنتاج فانتازيا التي بلغ مجموعها حوالي 2.8 مليون دولار. 1][4] ومع ذلك، لم تحظ فانتازيا بالاهتمام الذي اعتقد والت ديزني أنه سيحظى به. قوبل إصدار الفيلم بحضور منخفض ومراجعات ضعيفة. 5] في عروضها الترويجية للفيلم، حققت استوديوهات والت ديزني 325 ألف دولار فقط. 6] خسر الاستوديو حوالي 15 مليون دولار(2015 دولار). 7] فشلت أفلام أخرى مثل بينوكيو أيضا في تحقيق الأرباح التي توقعها والت ديزني لأن الحرب في أوروبا منعت رواد السينما الأوروبيين من مشاهدة الفيلم، مما أدى إلى تقليل الإيرادات الأجنبية للاستوديو. 6] مع الخسارة الشديدة في الأرباح والإيرادات، تقوم استوديوهات والت ديزني، غير القادرة على الحفاظ على عدد كبير من موظفيها على كشوف المرتبات، بتسريح العديد من رسامي الرسوم المتحركة. 8] أدى ذلك إلى إضراب عمالي لما يقرب من نصف موظفي الاستوديو المتبقين البالغ عددهم 800 موظف في ربيع عام 1941. 9][8] استمر الإضراب لمدة أربعة أسابيع حتى وافق والت ديزني على الانضمام إلى نقابة عمالية. 9] بينما كان والت ديزني يتعامل مع المفاوضات مع النقابة العمالية، حاول روي ديزني إقناع الموزعين الرئيسيين للاستوديو بالاستثمار في المزيد من الأموال في شركة الأفلام، في محاولة لتأمين المزيد من أموال الإنتاج للاستوديو التي لم تعد قادرة على تعويض تكاليف الإنتاج مع تسريح الموظفين. لم ينجح روي في العثور على أي استثمارات
جديدة. 6] دخلت استوديوهات والت ديزني شتاء عام 1941 لا تزال في أزمة مالية. 1] في ديسمبر 1941، بعد الهجوم المفاجئ على بيرل هاربور من قبل إمبراطورية اليابان التابعة للمحور، بدأ 500 جندي من جيش الولايات المتحدة احتلال استوديوهات والت ديزني في بوربانك الذي سيستمر للأشهر الثمانية المقبلة - استوديو أفلام هوليوود الوحيد تحت الاحتلال العسكري في التاريخ. كان الجنود متمركزين هناك لحماية مصنع لوكهيد للطائرات القريب من الغارات الجوية للعدو.اثناء وجودهم هناك، قاموا بتحويل مرائب وقوف السيارات إلى مستودعات للذخيرة، وعملوا على إصلاح المعدات في مراحل صوتية كبيرة. 10] بعد فترة وجيزة من بدء الاحتلال، تم الاتصال بوالت ديزني بطلبات من الخدمات الأمريكية لإنتاج أفلام دعائية. 11] في 8 ديسمبر 1941، استقر والت ديزني على أول عقد
فيلم لها مع البحرية. يتطلب العقد أن تنتج ديزني عشرين فيلما متحركا قصيرا متعلقا بالحرب لحكومة الولايات المتحدة مقابل تعويض قدره 90 ألف دولار(1.765898.71 دولار في عام 2023). 12] تلقت استوديوهات والت ديزني4500 دولار لكل فيلم قصير أنتجته والذي كان أعلى بكثير من ربحها القياسيللشورتات. 1] فروع أخرى من الحكومة، بما في ذلك القوات الجوية للجيش،ووزارة الزراعة، ووزارة الخزانة،سرعان ما اشتعلت في نهج ديزني الإبداعي لتوليد الأفلام التعليمية والدعاية والشارات وقدمت اتفاقيات إضافية.[ 11] بالنظر إلى تأثير الاتفاقات المبرمة بين الخدمات الأمريكية واستوديوهات والت ديزني،يقترح الباحث جيرارد رايتي أنه &quot;لو لم يكن للولايات المتحدة. الجيش، قد لا لا تكون شركة والت ديزني موجودة اليوم موجودة;؛ ربما كان التعويض الذي تلقاه الاستوديو من هذه العقود هو السبب في تعافي استوديوهات والت ديزني من الاضطرابات الاقتصادية في أوائل عام 1941.

### نظرة عامة على الإنتاج الدعائي
خلال الحرب العالمية الثانية، صنعت ديزني أفلاما لكل فرع من فروع القوات المسلحة الأمريكية والحكومة. 13][14] تم إنجاز ذلك من خلال استخدام الرسومات المتحركة عن طريق تسريع التعبئة الذكية للجنود والمدنيين من أجل قضية الحرب. تم تخصيص أكثر من 90٪ من موظفي ديزني لإنتاج أفلام تدريبية ودعاية للحكومة. 13] طوال مدة الحرب، أنتجت ديزني أكثر من 400،000 قدم من أفلام الحرب التعليمية، معظمها بتكلفة، وهو ما يعادل 68ساعة من الأفلام المستمرة. في عام 1943 وحده، تم إنتاج 204000 قدم من الفيلم. 11] بالإضافة إلى إنتاج أفلام لمختلف الأقسام الحكومية من عام 1942 إلى عام 1943، طلب من ديزني إنشاء رسوم متحركة لسلسلة من الصور التي أنتجها العقيد فرانك كابرا للولايات المتحدة. الجيش.[ 11] تضمنت هذه السلسلة أفلاما مثل مقدمة للحرب وأمريكا تذهب إلى الحرب. على الرغم من أن هذه الأفلام كانت مخصصة في الأصل للجنود، إلا أنها تم إصدارها إلى المسارح بسبب شعبيتها

#### إنتاجات البحرية
طلبت البحرية أولا أن يكون 90،000 قدم من الفيلم جاهزا في غضون ثلاثة أشهر. كان الغرض من هذه الأفلام هو تثقيف البحارة حول تكتيكات الملاحة. كانت هذه صدمة لديزني، حيث كان معتادا على إنشاء 27000 قدم من الأفلام في عامواحد. 11]كما طلب مكتب منسق شؤون البلدان الأمريكية أفلاما تعليمية لفروع الطيران التابعة للبحرية وليس تكتيكات مدمجة لصيانة طائرات الطاقم الأرضي. 15

##### إنتاجات وزارة الخزانة
أنشأت ديزني الروح الجديدة (1942) بعد طلب من وزير الخزانة، هنري مورغنثاو الابن، لجعل الأمريكيين يقبلون دفع ضرائب الدخل. تبع الفيلم تتمة متسرعة روح 43 (1943). في هذا الفيلم، يتعامل دونالد دامع ضرائب الدخل ويظهر فوائدها للمجهود الحربي الأمريكي. 16] شاهد الفيلم 26 مليون شخص. في استطلاع لاحق أجرته مؤسسة غالوب، اعترف 37٪ بأن الفيلم لعب عاملا في استعدادهم لدفع الضرائب. صنعت ديزني أيضا كتابا للأطفال في محاولة لتشجيعهم على شراء طوابع مدخرات الحرب.

###### إنتاجات القوات الجوية للجيش (USAAF أو AAF)
أشرف خبراء الطيران البحري على إنتاج فيلم علم الطيران البحري وتعلم بعض أعضاء فريق ديزني كيفية الطيران لفهم المشاكل التي واجهتها القوات الجوية للجيش بشكل أفضل. 13] النصر من خلال القوة الجوية(1943) هو أحد أفلام الدعاية التي أنتجتها ديزني للحرب الجوية. 15] هذا الفيلم هو محاولة لبيع نظريات الرائد ألكسندر دي سيفيرسكي حول الاستخدامات العملية للتفجير الاستراتيجي بعيد المدى. يحكي فيلم الرسوم المتحركة بروح الدعابة عن تطور الحرب الجوية ثم يتحول إلى الرائد الذي يوضح كيف يمكن لأفكاره أن تفوز بالحرب من أجل الحلفاء

###### إنتاجات الدعاية
بناء على طلب الولايات المتحدة. الحكومة، ابتكر والت ديزني عددا من الأفلام المعادية للألمان والمعادية لليابان للجنود والجمهور الأمريكي. أراد تصوير هذه البلدان وقادتها على أنهم متلاعبون بدون أخلاق. كان عدد قليل من الأفلام التي أنتجها هي العقل والعاطفة (1943)،ووجه الفوهرر (1943)، والتعليم من أجل الموت - صنع النازي (1943)، وبطة الكوماندوز(1944)، ودونالد يحصل على الصياغة (1942). 18]دونالد يحصل على صياغة بطولة دونالد داك الذي يتم تجنيده في جيش الولايات المتحدة. أعطى الفيلم للجمهور الأمريكي نظرة على حياة جندي أمريكي، حيث أظهر دونالد وهو يحصل على
فحص طبي ويتحدث مع رقيبه في الجيش (الذي يلعبه بيت). وفقا لمؤرخ الأفلام الدكتور.تريسي موليه، &quot;بسبب السرعة التي تم بها صنع الفيلم وإصداره&quot;، بالنسبة للعديد من الأمريكيين،أعطى أول لمحة عن &quot;واقع الحياة في القوات، قبل أن يسمع الكثير منهم عنه من الأصدقاء أوالجيران أو حتى الأحباء&quot;. 18]في وجه دير فوهرر، يواجه دونالد داك يوما في بلد نازي حيث يتعين عليه أن يتعلق بتناول حصص الطعام النازية السخيفة (رائحة لحم الخنزير المقدد والبيض والقهوة المصنوعة من حبة واحدة وشريحة من الخبز القديم الشبيه بالخشب)، ويواجه يوما في مصنع المدفعية النازي وينهار. يستيقظ مدركا أن التجربة كانت كابوسا، ويحتضن نموذجا لتمثال الحرية ويصرخ &quot;هليسعدني أن أكون مواطنا في الولايات المتحدة الأمريكية!&quot; فاز وجه دير الفوهرر بجائزة
الأوسكار لأفضل فيلم كرتوني قصير. 1]التعليم من أجل الموت - كان صنع نازي فيلما دعائيا في زمن الحرب يأخذ منظور هانز، وهو صبي ألماني صغير. مع تقدم الفيلم وتعرض هانز لشباب هتلر والثقافة النازية، تقل قدرته على تقدير الحياة البشرية. في كوماندو داك، يدمر دونالد، بنفسه، قاعدة جوية يابانية بأكملها.

## مزيد من القراءة
فرقة ديزني تذهب إلى الحرب&quot;. الأوقات. 15 نوفمبر 1942. ص. 20-21

## روابط خارجية
&quot;الحرب العالمية الثانية: الدعاية&quot;. www3.eou.edu. تم استرجاعه في 2007-10-05.
مجموعة أدوات المدرسة النهارية للمحاربين القدامى
&quot;نص المقابلة مع ديزني حول أفكاره الدعائية&quot;. تمت أرشفته من الأصل في 6 أبريل 2008.
ديزني في الحرب
الفيلم القصير All Together (1941) متاح للعرض المجاني والتنزيل من أرشيف الإنترنت.
الفيلم القصير Attack in the Pacific (1944) متاح للعرض والتنزيل المجاني في أرشيف
الإنترنت.
الفيلم القصير The Case of the Tremendous Trifle (1944) متاح للعرض والتنزيل
مجانا من أرشيف الإنترنت.
الفيلم القصير النظافة تجلب الصحة (1945) متاح للعرض والتنزيل مجانا من أرشيف
الإنترنت.
الفيلم القصير التمويه (1944) متاح للعرض والتنزيل المجاني من أرشيف الإنترنت.
الفيلم القصير الدفاع ضد الغزو (1943) متاح للعرض والتنزيل المجاني من أرشيف الإنترنت.
الفيلم القصير Dental Health متاح للعرض المجاني والتنزيل من أرشيف الإنترنت.
الفيلم القصير Der Fuehrer&#39;s Face متاح للعرض والتنزيل المجاني من أرشيف الإنترنت.
الفيلم القصير قرار دونالد (1941) متاح للعرض والتنزيل مجانا في أرشيف الإنترنت.
الفيلم القصير Donald Gets Drafted (1942) متاح للعرض والتنزيل مجانا من أرشيف
الإنترنت.
الفيلم القصير التعليم من أجل الموت: صنع النازي متاح للعرض والتنزيل مجانا من أرشيف
الإنترنت.
الفيلم القصير Environmental Sanitation (1946) متاح للعرض والتنزيل مجانا من
أرشيف الإنترنت.
الفيلم القصير Flak (1943) متاح للعرض والتنزيل المجاني من أرشيف الإنترنت.
الفيلم القصير Food Will Win the War (1942) متاح للعرض والتنزيل المجاني من
أرشيف الإنترنت.
الفيلم القصير Four Methods of Flush Riveting (1942) متاح للعرض المجاني
والتنزيل من أرشيف الإنترنت.
الفيلم القصير The Grain That Built A Hemisphere (1943) متاح للعرض والتنزيل
المجاني من أرشيف الإنترنت.
الفيلم القصير &quot;جسم الإنسان&quot; (بالإسبانية) متاح للعرض والتنزيل مجانا من أرشيف الإنترنت.
الفيلم القصير Ice Formation On Aircraft متاح للعرض والتنزيل مجانا من أرشيف
الإنترنت.
الفيلم القصير رعاية الرضع وإطعامهم (1944) متاح للعرض والتنزيل المجاني في أرشيف
الإنترنت.
الفيلم القصير رعاية الرضع والتغذية (بالإسبانية) (1944) متاح للعرض والتنزيل المجاني من
أرشيف الإنترنت.
الفيلم القصير الحشرات كناقلات للأمراض (1944) متاح للعرض والتنزيل المجاني من
أرشيف الإنترنت.
الفيلم القصير الحشرات كناقلات للأمراض (بالإسبانية) (1944) متاح للعرض والتنزيل مجانا
من أرشيف الإنترنت.
الفيلم القصير إنها حربك أيضا (1944) متاح للعرض المجاني والتنزيل من أرشيف الإنترنت.
الفيلم القصير الروح الجديدة (1942) متاح للعرض المجاني والتنزيل من أرشيف الإنترنت.
الفيلم القصير Out of the Frying Pan Into the Firing Line (1942) متاح للعرض
والتنزيل المجاني من أرشيف الإنترنت.
الفيلم القصير التخطيط من أجل الأكل الجيد (1946) متاح للعرض والتنزيل المجاني في
أرشيف الإنترنت.
الفيلم القصير Report from the Aleutians (1943) متاح للعرض والتنزيل مجانا في
أرشيف الإنترنت.
الفيلم القصير Seven Wise Dwarfs (1941) متاح للعرض والتنزيل المجاني من أرشيف
الإنترنت.
الفيلم القصير روح 43 (1943) متاح للعرض والتنزيل مجانا من أرشيف الإنترنت.
الفيلم القصير The Stillwell Road متاح للعرض والتنزيل المجاني من أرشيف الإنترنت.
الفيلم القصير أوقف تلك الدبابة! (1942) متاح للعرض والتنزيل المجاني في أرشيف
الإنترنت.
الفيلم القصير The Thrifty Pig (1941) متاح للعرض والتنزيل المجاني من أرشيف
الإنترنت.
الفيلم القصير The Unseen Enemy (1945) متاح للعرض والتنزيل المجاني من أرشيف
الإنترنت.
الفيلم القصير Victory Through Air Power (1943) متاح للعرض والتنزيل مجانا من
أرشيف الإنترنت.
الفيلم القصير The Winged Scourge (1943) متاح للعرض والتنزيل المجاني من أرشيف
الإنترنت.
الفيلم القصير The Winged Scourge (إسباني) (1943) متاح للعرض والتنزيل مجانا من
أرشيف الإنترنت.